# Alchemy
Alchemy és un videojoc de trencaclosques publicat per PopCap Games. Es va llançar inicialment per a Windows el 2001, i se'n va fer una versió per Mac llançada el maig de 2002. L'objectiu del joc és omplir una graella amb fitxes que representen símbols del zodíac, de tal manera que estiguin al costat d'una peça del mateix color o de la mateixa forma. Quan s'omple una fila o una columna, desapareixen totes les seves fitxes per poder seguir omplint l'espai. Quan una fitxa no es pot col·locar, es pot descartar però s'omple un comptador que acaba la partida en arribar el final. Fer línies buida el comptador. Si s'omple tot el tauler, es passa a un altre nivell on s'ha de tornar a omplir.
El joc requereix lògica i es presenta en tres nivells de dificultat, on van augmentant el nombre de formes i colors disponibles. A vegades apareixen fitxes especials, com parets-comodí o fitxes que esborren altres peces, per tal d'ajudar a arranjar la graella.